# Divize D 1995/1996
V soubojích 31. ročníku Moravskoslezské divize D 1995/96 (jedna ze skupin 4. fotbalové ligy) se utkalo 16 týmů každý s každým dvoukolovým systémem podzim–jaro. Tento ročník začal v srpnu 1995 a skončil v červnu 1996.

## Nové týmy v sezoně 1995/96
- Z MSFL 1994/95 nesestoupilo do Divize D žádné mužstvo.
- Z Divize E 1994/95 přešlo mužstvo SK LeRK Prostějov „B“.
- Z Jihomoravského župního přeboru 1994/95 postoupilo vítězné mužstvo SK Šlapanice.
- Ze Středomoravského župního přeboru 1994/95 postoupilo vítězné mužstvo FC Alfa Slušovice „B“

## Kluby podle žup
- Jihomoravská (8): AFK VMG Kyjov, SK Šlapanice, FC Dosta Bystrc-Kníničky, TJ ČKD Blansko, ČAFC Židenice Brno, FC Boček Kuřim, FC ŽĎAS Žďár nad Sázavou, TJ Svitavy.
- Středomoravská (7): FC Alfa Slušovice „B“, FC Svit Zlín „B“, TJ Dolní Němčí, VTJ Sigma Hodonín, FC TVD Slavičín, FC Veselí nad Moravou, TJ Trnava.
- Hanácká (1): SK LeRK Prostějov „B“

## Konečná tabulka
Zdroj: 
| Poř. | Tým                       | Z  | V  | R  | P  | VG | OG | B  |
| ---- | ------------------------- | -- | -- | -- | -- | -- | -- | -- |
| 1.   | FC Alfa Slušovice „B“ (N) | 30 | 21 | 5  | 4  | 77 | 21 | 68 |
| 2.   | AFK VMG Kyjov             | 30 | 17 | 5  | 8  | 67 | 31 | 56 |
| 3.   | FC Svit Zlín „B“          | 30 | 15 | 6  | 9  | 56 | 37 | 51 |
| 4.   | TJ Dolní Němčí            | 30 | 11 | 10 | 9  | 46 | 38 | 43 |
| 5.   | SK Šlapanice (N)          | 30 | 11 | 9  | 10 | 35 | 30 | 42 |
| 6.   | FC ŽĎAS Žďár nad Sázavou  | 30 | 11 | 8  | 11 | 35 | 47 | 41 |
| 7.   | VTJ Sigma Hodonín         | 30 | 10 | 8  | 12 | 40 | 49 | 38 |
| 8.   | FC Dosta Bystrc-Kníničky  | 30 | 10 | 8  | 12 | 41 | 45 | 38 |
| 9.   | TJ Svitavy                | 30 | 10 | 8  | 12 | 29 | 35 | 38 |
| 10.  | SK LeRK Prostějov „B“     | 30 | 10 | 7  | 13 | 48 | 48 | 37 |
| 11.  | TJ ČKD Blansko            | 30 | 10 | 7  | 13 | 35 | 56 | 37 |
| 12.  | FC TVD Slavičín           | 30 | 10 | 7  | 13 | 37 | 46 | 37 |
| 13.  | FC Veselí nad Moravou     | 30 | 10 | 6  | 14 | 28 | 52 | 36 |
| 14.  | ČAFC Židenice Brno        | 30 | 10 | 5  | 15 | 34 | 49 | 35 |
| 15.  | TJ Trnava                 | 30 | 9  | 7  | 14 | 40 | 53 | 34 |
| 16.  | FC Boček Kuřim            | 30 | 8  | 8  | 14 | 38 | 49 | 32 |

Poznámky:
- Z = Odehrané zápasy; V = Vítězství; R = Remízy; P = Prohry; VG = Vstřelené góly; OG = Obdržené góly; B = Body; (S) = Mužstvo sestoupivší z vyšší soutěže; (N) = Mužstvo postoupivší z nižší soutěže (nováček)
- Mužstvo FC Alfa Slušovice „B“ se po sezoně přejmenovalo na FC Alfa Valašské Klobouky.
- Mužstvo SK Šlapanice po sezoně prodalo divizní licenci klubu FC Zeman Brno.
- O pořadí na 7. až 9. místě rozhodla minitabulka vzájemných zápasů.[1]
- O pořadí na 10. až 12. místě rozhodla minitabulka vzájemných zápasů.[1]

|  | Postup do MSFL 1996/97                                    |
|  | Sestup do Jihomoravského župního přeboru 1996/97          |
|  | Přihláška do I. A třídy Jihomoravské župy – sk. A 1996/97 |